# Zied Ait Ouagram
Zied Ait Ouagram (aussi connu sous le nom de Zied Ayet Ikram), né le 18 décembre 1988 à Tunis, est un lutteur tunisien puis marocain pratiquant la lutte gréco-romaine.

## Carrière
Zied Ait Ouagram concourt d'abord dans la catégorie des moins de 74 kg. Il est médaillé d'or aux championnats d'Afrique 2007 au Caire, aux championnats d'Afrique 2009 à Casablanca, aux championnats d'Afrique 2010 au Caire, aux championnats d'Afrique 2011 à Dakar, aux Jeux panarabes de 2011 à Doha, aux championnats d'Afrique 2012 à Marrakech et aux championnats d'Afrique 2013 à N'Djaména, médaillé d'argent aux Jeux africains de 2007 à Alger ainsi que médaillé de bronze aux championnats d'Afrique 2008 à Tunis. Il participe aussi aux Jeux olympiques d'été de 2012 à Londres sans obtenir de médaille. Il obtient ensuite une médaille d'or aux championnats d'Afrique 2014 à Tunis dans la catégorie des moins de 75 kg.
Il concourt pour la Tunisie jusqu'en 2015, lorsqu'il prend la nationalité sportive du Maroc, dont sont originaires ses parents.
Il dispute les Jeux olympiques d'été de 2016 à Rio de Janeiro, sans obtenir de médaille. Il est médaillé d'or dans la catégorie des moins de 75 kg aux championnats d'Afrique 2015 à Alexandrie et aux championnats d'Afrique 2017 à Marrakech, médaillé d'argent dans la catégorie des moins de 77 kg aux championnats d'Afrique 2018 à Port Harcourt, médaillé de bronze dans la catégorie des moins de 77 kg aux Jeux africains de 2019 à Rabat et médaillé d'or dans cette même catégorie aux championnats d'Afrique 2019 à El Jadida.
Il se qualifie pour les Jeux olympiques d'été de 2020 à Tokyo via le tournoi de qualification olympique africain se tenant à Hammamet en avril 2021.